# Styl kierowania
Styl kierowania lub styl przywództwa – sposób postępowania przełożonego w stosunku do podwładnych odzwierciedlający najczęściej jego cechy osobowościowe lub przekonania o skutecznym zarządzaniu personelem. Styl przywództwa często jednak jest wypadkową cech osobowościowych przełożonego oraz cech osobowościowych podwładnych oraz struktury zespołu pracowniczego.
Wybór stylu kierowania zależy od kierownika i podwładnych oraz czynników sytuacyjnych. Style kierowania zależą też od doświadczenia kierownika, jego wiedzy i cech osobowościowych. Przejawiają się w różnych instrumentach kierowania, do których zalicza się:
- środki i metody organizacji formalnej (przepisy, procedury, oceny kadrowe, system wynagrodzeń)
- środki i metody psychologiczne (socjogramy, techniki negocjacji, treningi grupowe)

Ze względu na znaczenie, jakie ma realizacja założonych celów instytucji oraz na wagę mocnego i trwałego zaangażowania każdego pracownika – członka zorganizowanej społeczności – w realizację tych celów, oprócz technik zarządzania szczególnie ważne są style kierowania. Funkcja motywowania w procesie kierowania także w określonym stopniu determinuje styl kierowania.
W ogólnym ujęciu styl kierowania jest praktycznie ukształtowanym i względnie trwałym sposobem oddziaływania kierownika na podwładnych, by ich zachowanie prowadziło do osiągnięcia z góry określonego celu (wiązki celów). Najogólniej można mówić o stylach kierowania potencjalnym i rzeczywistym.
Potencjalny styl kierowania kształtowany jest przez zespół poglądów i przekonań (subkulturę) kierownika na temat mechanizmów zachowań podwładnych oraz sposobów skutecznego wypełniania własnej woli kierowniczej akceptowanej przez zwierzchników. Jest to więc tzw. „filozofia kierowana” przejawiająca się w odpowiednim organizacyjnym zachowaniu kierownika wobec podwładnych, w jego stosunku do zakresu ich samodzielności i odpowiedzialności, do ich pracy i jej wyników.
Potencjalny styl kierowania zatem jest to racjonalnie pomyślany model (wzorzec) zachowania organizacyjnego kierownika wobec podwładnych, by optymalnie (najkorzystniej) spełniał role kierownicze (osiągał założone cele).
Rzeczywisty styl kierowania to praktycznie ukształtowany i faktycznie stosowany zintegrowany system metod, technik i innych narzędzi oddziaływania na podwładnych, dostosowany do założonych celów, realizowanych zadań i konkretnych warunków działania.
Transformacja potencjalnego stylu kierowania w styl kierowania jest funkcją wielu zmiennych – stopnia zaistniałych zmian w konkretyzacji celu i faktycznych warunków działania, poziomu wrażliwości i reagowania na zmiany, umiejętności syntetycznego ich analizowania, stopnia konserwatyzmu kierownika oraz skuteczności środków motywacyjnych, modyfikujących ten konserwatyzm. W praktyce jednak transformację potencjalnego stylu kierowania w styl rzeczywisty determinują:
1. czynniki zewnętrzne:
  - czas potrzebny do przygotowania zadań zleconych kierownikowi zespołu,
  - odpowiedzialność kierownika za pracę podległego mu zespołu,
  - metoda i kryteria oceny pracy kierownika przez bezpośrednich zwierzchników,
  - stopień wykorzystania potencjalnej rozpiętości i zasięgu kierowania,
  - preferowany styl kierowania zwierzchników,
  - poziom integracji celów kierowanego zespołu z misją i celami instytucji,
  - rola autorytetu formalnego jako źródła władzy kierowniczej,
  - stopień wpływu na ustalenie celów i zadań dal kierowanego zespołu,
  - poziom zaufania do podwładnych;
2. czynniki personalne:
  - wielkość luki kwalifikacyjnej między kierownikiem a podwładnymi,
  - poziom samodyscypliny i odpowiedzialności podwładnych,
  - poziom szczerości motywów i intencji podwładnych,
  - stopień rozbudzenia potrzeb pozamaterialnych u podwładnych,
  - stopień rozbudzenia potrzeby współdecydowania u podwładnych,
3. czynniki techniczne i ergonomiczno-organizacyjne:
  - poziom zdeterminowania procesów pracy przez technikę i technologię,
  - ergonomiczne (fizjologiczne) warunki pracy podległego zespołu.
  - techniczne możliwości jednoznacznej oceny wkładu pracy podwładnych,
  - technicznie możliwy poziom sprawowania nadzoru nad podległym zespołem,
  - poziom zagrożenia nieodwracalnością skutków złej pracy podwładnych,
  - poziom zmienności warunków pracy podwładnych.

## Główne elementy
Do zasadniczych elementów stylu kierowania można zaliczyć:
1. poziom udziału podwładnych w procesie decyzyjnym
2. stopień zorientowania (nastawienia) kierownika
  - na osiągnięcie celu
  - na ludzi – na podwładnych (tworzenie dobrego klimatu w pracy, przyjaznej i życzliwej atmosfery, kształtowanie właściwych stosunków międzyludzkich);
3. rodzaj sprawowanej kontroli kierowniczej
  - stawianie zadań, określenie szczegółowych sposobów wykonywania, bieżąca, dokładna kontrola podwładnego,
  - kontrola ogólna – mniej ingerencji w prace podwładnych, wybór metod i sposobów pracy zależy od podwładnego
4. kontakt emocjonalny z podwładnym
  - kontakt ciągły, ale psychicznie płytki
  - kontakt incydentalny, ale emocjonalnie głęboki

Style kierowania mogą różnić się między sobą rodzajami, kombinacjami połączeń i stosowaniem środków motywacji (bodźców).

## Charakterystyka
Nie ma idealnego stylu zarządzania, który sprawdzałby się w każdym zespole. Dla lidera zespołu najistotniejsze jest uświadomienie sobie, jaki jest jego naturalny styl oraz jakie inne style mogą w danym zespole sprawdzać się lepiej. Szef, który zdaje sobie sprawę zarówno ze swoich mocnych, jaki słabych stron może modyfikować swoje zachowanie. W ogromnie konkurencyjnym świecie trudno jest osiągnąć trwały sukces w biznesie, a jednym z czynników, który może pomóc w realizacji takiego celu jest znajomość własnego stylu kierowania.

### Lewin–Lippitt–White
Pierwsze klasyfikacje stylów kierowania w literaturze przedmiotu wiążą się z badaniami prowadzonymi przez Kurta Lewina, Ronalda Lippitta i Ralpha K. White’a.
Przeprowadzili oni wiele eksperymentów, których celem było prześledzenie wpływu stosowania trzech odmiennych stylów kierowania:
- autokratycznego
- demokratycznego
- nieingerującego

1. Kierownik autokrata – sam ustala cele grupy i zadania prowadzące do ich osiągnięcia oraz sam dokonuje podziału pracy w zakresie ustalenia celów między uczestników grupy.
2. Kierownik demokrata – zachęca grupę do podejmowania decyzji w zakresie ustalenia celów jej działania, zadań prowadzących do ich realizacji i podziału czynności. Jednocześnie sam bierze udział w pracy wykonywanej przez grupę.
3. Kierownik nieingerujący – pozostawia członkom grupy maksimum swobody w ramach realizacji zadań. Sam nie podejmuje żadnych decyzji, nie uczestniczy w pracach grupy, nie ocenia też pracy podwładnych.

### Likert–Bales
Rensis Likert i Robert Bales, amerykańscy teoretycy, wyodrębnili dwa style kierowania:
- konsultacyjny
- partycypialny

Kierownik używający stylu konsultacyjnego wydaje polecenia pracownikom po omówieniu tematu z nimi i zasięgnięciu ich opinii. Przewiduje on pewien stopień aktywizacji podwładnych w procesie kierowania zespołem.

Styl partycypacyjny odznacza się tym, że grupa pracowników sama ustala cele i sama podejmuje decyzji, kierownik najczęściej tylko je akceptuje. Panują stosunki otwarte, przyjazne, oparte na obustronnym zaufaniu. Opiera się na pełnym zaufaniu między kierownikiem a jego podwładnymi i prowadzi do faktycznego współzarządzania zespołem. Większość decyzji podejmowanych jest wspólnie, przy czym członkowie grupy są w równym stopniu obarczani odpowiedzialnością, jak udziałem w korzyściach uzyskiwanych wynikiem zespołowym. Udział w kierowaniu stanowi podstawowy czynnik motywujący podwładnych do zaangażowania w pracę dla dobra grupy
i zapewniający ich integrację z całą organizacją.
Likert uznaje za najlepszy styl partycypacyjny. Twierdzi, że jest to styl wzorcowy, do stosowania którego dążyć powinien każdy kierownik.

### Blake–Mouton
Ta koncepcja stylów kierowania nawiązuje do stwierdzenia Likerta o dwóch podstawowych stylach kierowania – nastawienia kierownika na zadania lub na ludzi.
Robert Blake i Jane Mouton zbudowali siatkę kierowniczą, w której jedna z osi obrazuje stopień zainteresowania kierownika ludźmi, druga zaś – zadaniami. Badania empiryczne oraz analizy teoretyczne pozwoliły autorom siatki kierowniczej wyróżnić w niej 5 obszarów (pól), dotyczących 5 podstawowych stylów kierowania:
1. styl zadaniowy – w którym kierownik przejawia wyłączne i duże zainteresowanie zadaniami;
2. styl osobowy – wyłączne i duże zainteresowanie ludźmi;
3. styl unikowy – brak zainteresowania ludźmi i zadaniami;
4. styl zachowawczy – średnie zainteresowanie zadaniami i ludźmi;
5. styl optymalny – duże zainteresowanie zadaniami i ludźmi

### Reddin
William J. Reddin wyróżnił cztery podstawowe style:
1. Przyjazny (towarzyski) – kierownik koncentruje się na problemach pracowniczych, w niewielkim stopniu na zadaniach. Lubi kontakty z podwładnymi i ma zdolność rozwiązywania konfliktów, jednak nie pobudzania podwładnych.
2. Kompleksowy (zintegrowany) – kierownik koncentruje się zarówno na aktualnie wykonywanych zadaniach, jak i docenia znaczenie indywidualizacji pracowników. Narady grupowe są dla niego formą ustalania zadań, a ludzi ocenia ze względu na ich przydatność. Jest dalekowzroczny i kieruje ludźmi przez wskazywanie im ideałów i stawianie ambitnych zadań.
3. Wyizolowany (separujący się) – w niewielkim stopniu nastawiony i na zadania, i na ludzi. Stosuje kary w postaci cofania uprawnień decyzyjnych. Unika innowacji, preferuje metody znane i wypróbowane. Ma trudności z nawiązaniem kontaktów i współdziałaniem z ludźmi. Ceni racjonalność, a za zgubne uważa uleganie emocjom.
4. Gorliwy (poświęcający się) – skoncentrowany na zadaniach, chce uzyskać dominację nad innymi, udzielając podwładnym instrukcji i wskazówek. Działa w krótkiej perspektywie, a podwładnych ocenia z punktu widzenia ich przydatności do wykonywania zadań. Nagrody i kary uważa za najlepsze narzędzia kierowania.

Wśród nich wyróżnił style mniej i bardziej efektywne.
- Style mniej efektywne
  - Misjonarz – wkłada wiele wysiłku przede wszystkim w zapewnienie jak najlepszych stosunków międzyludzkich. Przez otoczenie jest odbierany jako człowiek miły, ale nieskuteczny, nie umiejący stawiać zadań a bardziej jeszcze egzekwować ich wykonanie.
  - Kompromista (ugodowy) – bardzo podatny na wpływ otoczenia. Lubi zgadzać się ze wszystkimi i zawsze. Koncentruje się przede wszystkim na rozwiązywaniu zagadnień bieżących, pomijając te o dłuższym horyzoncie czasu.
  - Dezerter – ucieka od kierowania. Wiele problemów, które powinien rozwiązywać, bądź nie rozwiązuje ich wcale, bądź przekazuje do rozwiązania innym. Przez otoczenie jest oceniany jako niezaangażowany w pracę.
  - Autokrata – dążący za wszelką cenę do wykonania zadań. Przez otoczenie oceniany jest jako niemający zaufania do ludzi, apodyktyczny, nieżyczliwy, co sprawia, że trudno mu uzyskiwać dobre rezultaty, nie mówiąc już o klimacie wewnątrz kierowanego zespołu.
- Styl bardziej efektywny:
  - Rozwojowiec (otwarty) – uważany za człowieka ufnego, delegującego uprawnienia na podwładnych, dbającego zarazem o ich rozwój. Takie nastawienie zapewnia mu sukcesy, tym większe, im bardziej zintegrowany jest zespół.
  - Administrator (dyrektorski) – umie stawiać i stawia wysokie wymagania sobie i podwładnym. Kładzie nacisk na pracę zespołową, potrafi skutecznie dobierać ludzi, co zapewnia mu skuteczność działania.
  - Biurokrata – przywiązuje wagę do formalnych procedur i kontroli podlegającego mu personelu. Przez otoczenie ceniony jest jako sumienny i skrupulatny. Może osiągnąć niezły wyniki działania.
  - Życzliwy autokrata – stara się realizować zadania bez zrażania sobie ludzi. Tych ostatnich traktuje co prawda instrumentalnie, ale w miarę im ufa i pozostawia samodzielność działania. Dzięki temu może mieć dobre wyniki nawet przy ambitnych zadaniach.

### Fiedler
Fred Edward Fiedler wprowadził tzw. zależnościowy model przywództwa. Jego teoria była pierwszą, która nie skupiała się na osobie przywódcy, ale na czynnikach sytuacyjnych, które wpływają na model kierowania.
Według Fiedlera wybór stylu kierowania zależy od takich czynników jak:
1. stosunki kierownika z grupą (sympatia, szacunek itp.).
2. struktura zadania (jego jasność, możliwość osiągnięcia celu)
3. pozycja kierownika w strukturze władzy (pozycja)

Należy określić, czy sytuacja opisana w tych trzech wymiarach jest zła, czy też dobra. Na podstawie tego dobieramy sposób kierowania.
Jeśli sytuacja jest skrajnie dobra bądź skrajnie zła, wtedy odpowiedni będzie autokratyczny styl kierowania, jeśli natomiast sytuacja jest umiarkowania dobra, bądź umiarkowanie zła (np. relacje między członkami grupy a przywódcą są dobre, ale zadanie jest przedstawione niejasno), wtedy odpowiedni jest styl demokratyczny.
Nie jest trudno określić, czy przywódca ma nastawienie autokratyczne, czy demokratyczne. Jeśli najmniej lubianego współpracownika ocenia negatywnie (niski wskaźnik NLW), znaczy to, że jego orientacja jest autokratyczna. Jeśli zaś wskaźnik NLW jest wysoki, wtedy mamy do czynienia z orientacją demokratyczną. Gdy jest skrajnie niski bądź skrajnie wysoki wskaźnik NLW, wtedy odpowiedni jest styl autokratyczny.

### Brown
Brown dzieli kierowników na autokratów, demokratów i uchylających się od ingerencji. Kierownicy autokraci z kolei dzielą się na surowych, życzliwych i nieudolnych.
Autokrata surowy oczekuje wiernego podporządkowania się, utrzymuje dystans, wzbudza w pracownikach lęk i stosuje zwykle kary materialne. Nie włącza pracowników w proces podejmowania decyzji, nie korzysta z ich rad i sugestii, polecenia wydaje w formie rozkazu.
Autokrata życzliwy oczekuje pełnego podporządkowania się w zamian za określone przywileje, czasami stosuje nagrody dla najbardziej posłusznych, życzliwie traktuje pracowników, ale rzadko korzysta z ich rad. Nagradza przede wszystkim lojalność, dzieląc dobra, których jest dysponentem stosownie do przejawiania odpowiadających mu zachowań. Ma tu więc miejsce pełne podporządkowanie podwładnych w zamian za uzyskiwane przywileje. System motywacyjny ma inspirować podwładnych do ubiegania się o łaskawość dysponenta pożądanych zasobów. Kierownik stwarza im możliwość wyrażania własnych sądów i opinii, ale ostateczne decyzje w sprawach ważnych podejmuje sam.
Autokrata nieudolny jest apodyktyczny, zmienny, nieobliczalny w podejmowaniu decyzji. Pracownicy mający autokratycznego kierownika są podejrzliwi, niekoleżeńscy, nie ma współpracy w zespole, jest mało interakcji pomiędzy nimi i są one podszyte obawą.

### Hersey–Blanchard
Paul Hersey i Ken Blanchard uzależnili skuteczność stylu kierowania od stopnia dojrzałości podwładnych. Stopień ten określono jako poziom gotowości. W miarę rozwoju podwładnego, powinien się zmieniać styl oddziaływania na niego. Jest to koncepcja sytuacyjna.
Wyróżnia się cztery stany dojrzałości uczestnika grupy i odpowiednie im sposoby formułowania zadań:
- I – nie chce i nie potrafi wypełniać zadań (telling)
- II – chce, lecz nie potrafi wypełniać zadań (selling)
- III – potrafi, lecz nie chce wypełniać zadań (participating)
- IV – potrafi i chce wypełniać zadania (delegating)

Kierownik w myśl tej teorii powinien w sposób ciągły troszczyć się o rozwój swoich podwładnych, pomagając im w osiąganiu coraz to wyższego poziomu gotowości.

### Sergio
Sergio wymienia następujące style kierowania:
Styl osobistycechuje określony egocentryzm kierownika, który samodzielnie podejmuje decyzje w przeświadczeniu o swojej nieomylności, jest wymagający, żąda dyscypliny, zwiększa kontrolę w grupie i spoistość organizacyjną, a jednocześnie jest zmienny w nastrojach.
Styl osobisty impulsywnyjest odmianą stylu osobistego. Kierownik jest entuzjastą, człowiekiem o impulsywnej naturze, niezwykle kreatywny, nie potrafi jednak konsekwentnie realizować swoich pomysłów. Często nie kończy przedsięwziętych działań. Zaniedbuje organizację podstawową, dobiera ludzi kierując się doraźnym entuzjazmem. Wprowadza chaos organizacyjny.
Styl bezosobowyzdecydowanie różni się od stylu osobistego. Kierownik nie angażuje się emocjonalnie, reprezentuje postawę racjonalną o określonej skali powściągliwości, obojętności i dystansu.
Styl zbiorowyjest odpowiednikiem stylu demokratycznego. Kierownik jest członkiem grupy pełnym życzliwości, decyzje podejmowane są kolektywnie w wyniku dyskusji.
Styl spokojnyjest funkcją uporządkowanej i spokojnej natury kierownika. Podstawowymi cechami tego stylu są ład i spokój. Decyzje podejmowane są ze spokojem i rozwagą.

### Zieleniewski
J. Zieleniewski klasyfikuje style kierowania według trzech wyznaczników: zleceń, bodźców i argumentów
- Zlecenia to informacje przekazywane podwładnym dotyczące tego czego od nich przełożony oczekuje.
- Bodźce to oddziaływanie na podwładnych lub inaczej przekształcanie pewnych składników ich sytuacji w celu wywołania pobudek do działania.
- Argumenty to te składniki stylu kierowania którymi posługuje się przełożony zmieniają osobowość podwładnych.

### Kurnal
Według J. Kurnala istnieją dwa podstawowe style kierowania. Pierwszy to model dyrektywny polegający na silnym podkreśleniu formalnego czynnika hierarchii organizacyjnej. W modelu tym specjalna rola przypada czynnościom kontrolnym, natomiast nie są brane pod uwagę zachowania nieformalne. Model przeciwstawny zaś to styl integratywny, polegający na pełnej akceptacji celów instytucji przez pracowników.

### Pietrasiński
Zbigniew Pietrasiński dzieli style kierowania na autokratyczne i demokratyczne. Kierownik autokrata nie dopuszcza podwładnych do udziału w podejmowaniu decyzji, nie porozumiewa się z nimi, rządzi żelazną ręką, jest bezkompromisowy, nie wyjaśnia swoich działań, nie pozwala na samodzielność i inicjatywę podwładnych. Kierownik demokrata natomiast wyjaśnia podwładnym swoje zamiary i działania, dyskutuje z grupą, informuje ją, wysłuchuje opinii, krytyki i propozycji. Podwładni biorą udział w podejmowaniu decyzji.

### Kwiatkowski
Według S. Kwiatkowskiego na wybór stylu kierowania ma wpływ to, w jaki sposób kierownik jest rozliczany ze swoich wykonywanych działań przez przełożonego. Są dwa rodzaje odpowiedzialności ponoszonej przed kierownikiem wyższego szczebla:
- odpowiedzialność heteronomiczna – oczekiwania przełożonego są szczegółowe, podwładni muszą przestrzegać ustalonych procedur i instrukcji, a sankcje za zadania niewykonane są ostre;
- odpowiedzialność autonomiczna – oczekiwania przełożonego są ogólne i dotyczą całościowego ujęcia zadania, a nie sposobów realizacji, natomiast sankcje za niewykonanie zadań są łagodne.

Te dwa typy odpowiedzialności, wiąże autor z dwoma stylami kierowania:
- styl instruktażowy
- styl zadaniowy

Według Kwiatkowskiego ze względu na sposób wydawania poleceń:
- zadaniowy (w poleceniu określa cel końcowy);
- instruktażowy (sposób na wykonanie zadania).

Styl według postępowania z podwładnymi:
- stopień nastawienia kierownika na zadanie, czyli stopień zainteresowania pracą (nadzór nad poprawnością wykonania zadania),
- stopień nastawienia kierowników na podwładnych (motywowanie podwładnych niż sprawowanie nad nimi kontroli).

### Servant leadership
Zwinne podejście do zarządzania projektami wypracowało własny styl kierowniczy, który zakłada brak roli decyzyjnej lidera i oddanie niemal pełnej decyzyjności do zespołu. Z angielska nazywany jest servant leadership. W tej roli lider jest moderatorem w procesach decyzyjnych i mentorem, podpowiadając najlepsze techniki i metody dla danej sytuacji. Przykładem takiego stylu kierowania jest Scrum Master w Scrum.

## Typy przywódców
- przywódca demokratyczny
- przywódca autokratyczny
- przywódca transformacyjny inaczej lider charyzmatyczny
- przywódca transakcyjny,

W zależności od typu rodzaju wykonywanego zadania i poziomu kompetencji zawodowych pracowników pewne style kierowania są konieczne dla uzyskania dostatecznej efektywności pracy.